# Mathias Dersch
Mathias Dersch (* 9. September 1865 in Ladendorf; † 5. Januar 1943 ebenda) war ein österreichischer Politiker (CSP).

## Berufsleben
Er war Wirtschaftsbesitzer.

## Politik
Im Jahr 1904 war er Bürgermeister von Ladendorf. Er war Mitglied der konstituierenden Nationalversammlung vom 4. März 1919 bis zum 9. November 1920 und anschließend Abgeordneter zum Nationalrat für die CSP in der I., II. und III. Gesetzgebungsperiode vom 10. November 1920 bis zum 1. Oktober 1930.